# Anolis spectrum
Anolis spectrum är en ödleart som beskrevs av  Peters 1863. Anolis spectrum ingår i släktet anolisar, och familjen Polychrotidae. IUCN kategoriserar arten globalt som nära hotad. Inga underarter finns listade i Catalogue of Life.